# 솔 스터러스
솔 스터러스(The Soul Stirrers)는 미국의 복음성가 그룹이다. 80년 넘게 활동하였으며, 복음성가의 사중창단 형식을 선구적으로 개발한 그룹이었다. 또 솔, 두왑, 모타운 같은, 복음성가에 빚진 시체 음악에 거대한 영향을 불어넣어 줬다.
1926년 텍사스주 트리니티에서 로이 클레인이 창단했다. 어차에는 주벌리 콰르텟의 형식으로 노래하는 그룹이었다. 이후 1930년대 초 휴스턴으로 이사 가게 된 크레인이, 그 지역에 있던 기존의 그룹에 들어간 후 회명을 "솔 스터러스"로 개칭시켰다. 이 회명은 로이 클레인의 초대 콰르텟이 받은 평가인 "심금을 울린다(soul-stirring)"는 표현에서 빌려온 것이 유래다.
1989년 성원 전원이 단체로 로큰롤 명예의 전당에 헌액되었으며, 2000년 보컬 그룹 명예의 전당에도 헌액되었다.